# Estola variegata
Estola variegata är en skalbaggsart som beskrevs av Bates 1866. Estola variegata ingår i släktet Estola och familjen långhorningar. Inga underarter finns listade i Catalogue of Life.